# لي إيميت توماس
لي إيميت توماس (بالإنجليزية: Lee Emmett Thomas)‏ هو محامي ومصرفي وشخصية أعمال وسياسي أمريكي، ولد في 23 سبتمبر 1866 بماريون في الولايات المتحدة، وتوفي في 16 فبراير 1935 بشريفبورت في الولايات المتحدة. حزبياً، نشط في الحزب الديمقراطي. وقد انتخب عضو مجلس نواب لويزيانا.